# Mein Kampf
Mein Kampf (Nederlands: Mijn kamp of Mijn strijd) is een boek geschreven door Adolf Hitler, waarin hij zijn ideeën over Duitsland, ras en politiek uiteenzet. Het eerste deel werd grotendeels door hemzelf tijdens zijn gevangenschap in 1924 in de gevangenis van Landsberg am Lech gedicteerd. Het manuscript werd later bewerkt door Rudolf Hess (toentertijd Hitlers secretaris), medestanders zoals de tijdelijk gevluchte Ernst Hanfstaengl en de priester en journalist Bernhard Stempfle, en medegedetineerden. Het is minder bekend dat dr. Karl Haushofer, een gerenommeerde Duitse geopoliticus, ook een grote en directe invloed op het boek heeft gehad. Daarnaast zijn enkele ideeën van Henry Ford letterlijk in de tekst opgenomen. Het boek werd in 1939 in Nederland uitgegeven onder de titel Mijn kamp en in 2018 als Mijn strijd.

## Inleiding
Na Hitlers mislukte staatsgreep, de Bierkellerputsch, met de NSDAP in München in 1923, werd hij veroordeeld tot vijf jaar gevangenisstraf, uit te zitten in de vesting Landsberg aan de Lech. De NSDAP werd verboden. Van zijn straf zat hij bijna tien maanden uit; hij kwam op 20 december 1924 weer vrij.
Tijdens zijn gevangenschap, dankzij de familie Wagner in alle comfort, schreef hij met behulp van medeveroordeelde oppasser en chauffeur Rudolf Hess zijn boek Mein Kampf. Het eerste deel, getiteld Eine Abrechnung (Een afrekening), werd in juli 1925 gepubliceerd; het tweede deel, Die national-sozialistische Bewegung, in 1926. De oorspronkelijke titel was Viereinhalb Jahre Kampf gegen Lüge, Dummheit und Feigheit (Vier en een half jaar strijd tegen leugens, domheid en lafheid).

## Inhoud
Hitler verdedigde in zijn boek de Dolkstootlegende, het vermeende complot tussen de Novemberverbrecher (communisten, Joden, pacifisten en andere zogenaamde landverraders), die in zijn ogen Duitsland de onverdiende nederlaag bezorgd hadden tijdens de Novemberrevolutie in 1918. De Joden zouden het Duitse herstel ook frustreren door middel van de große Lüge. Hitler wilde dit alsnog rechtzetten met een hervatting van de strijd om de Grote Oorlog alsnog te winnen en de schuldigen van dit verraad te vernietigen. Hitler ageerde in het boek tegen het Verdrag van Versailles. Door dit verdrag had de Duitse bevolking erg te lijden.
Ook zette hij zijn theorieën uiteen over de superioriteit van wat hij het Germaanse ras noemde. Prominent aanwezig in Mein Kampf zijn Hitlers gewelddadige antisemitisme en zijn redeneringen op de grens van het obsessionele. Zo beweerde hij dat de internationale taal Esperanto een onderdeel van een Joods complot is. Onverbloemd is ook zijn ondersteuning van het Duits-nationalistisch idee van Drang nach Osten: de noodzaak om ten oosten van Duitsland Lebensraum (leefruimte) te vergaren en dan met name in Rusland.
Hitler schreef over zijn jeugd en merkte op dat zijn ouders geen antisemieten waren. Hij deed het voorkomen alsof hij altijd al een groot-Duits denkende Duitse Oostenrijker was geweest die niets van het veeltalige en door veel volkeren bewoonde keizerrijk Oostenrijk moest hebben. Zijn loyaliteit zou nooit bij zijn geboorteland, maar steeds bij Duitsland hebben gelegen.
Van de schimmige periode tussen zijn schoolafsluiting en de Eerste Wereldoorlog maakte Hitler een studietijd. Dat deze bestond uit het lezen van kranten in koffiehuizen verzweeg hij. In deze periode is ook Hitlers ontwaken als antisemiet te plaatsen. Hitler kwam met een verhaal over Joodse jongens die erop uit waren om Arische meisjes te bezwangeren. De achtergrond zou hun geperverteerde Joodse natuur zijn die alles wat waardevol is wil besmeuren. De levendige beschrijving van een Joodse jongeman die begerig naar een blond meisje zou hebben gekeken, doet een seksuele frustratie van Hitler vermoeden.
Over de Joden komt Hitler verder met de gebruikelijke vooroordelen; zij zouden onder andere a-muzikaal zijn en tegelijk het muziekleven willen beheersen, ze zijn volstrekt ongeschikt voor de landbouw, kunnen niet marcheren en niet vechten. Joden parasiteren, zo stelde Hitler, op andere volkeren. Aan de grote prestaties van Joodse wetenschappers, kunstenaars en zakenlieden besteedde Hitler geen aandacht. Verder stelde Hitler dat Joden werkschuw zijn op het gebied van productieve arbeid en vooral uit zijn op handel en het verkrijgen van zoveel mogelijk geld ten koste van alles.
Hitler besteedde veel aandacht aan obscure theorieën over de oorsprong van de rassen en liet de eerste Joden samen met de Romeinse legioenen in Germanië verschijnen. Het voor Hitler onvermijdbare resultaat was dat de Joden handel gingen drijven en de eerlijke Germanen, die tegen de Joodse handelsgeest niet waren opgewassen, benadeelden.
Hitler gaf een uitgebreide en op machtsdenken gebaseerde analyse van de oorzaken van de Eerste Wereldoorlog. Daarin is de later zo succesvolle politicus en staatsman al te herkennen. Van de oorzaken van de Duitse nederlaag had Hitler daarentegen niets begrepen, hij kon de reusachtige oorlog alleen vanuit het perspectief van de onderofficier beschouwen. Dat Duitsland moreel en economisch was geruïneerd, ontging hem. Hij lag in november 1918 tijdelijk blind in een lazaret en kon niet begrijpen dat Duitsland verslagen was alvorens er ook maar één vijand een voet op Duitse bodem had gezet. Hitler omarmde hier de dolkstootlegende.
De periode vlak na de Duitse nederlaag werd door Hitler wel beschreven, maar waarheidsgetrouw was hij daar niet. Zijn bemoeienis met de linkse Münchense Radenrepubliek worden niet genoemd. Hij beschreef zijn kennismaking met de splinterpartij Nationaalsocialistische Duitse Arbeiderspartij (NSDAP) en de opbouw van die partij die weinig geld of leden en slechts één typemachine bezat. De verslagen van de politieke avonden in Münchense bierhallen zijn zeer levendig geschreven. Hitler beschreef hoe hij en de zijnen aanvankelijk in het rumoer en de vechtpartijen ondergingen, maar dat zij gaandeweg meer publiek en meer aanhang verwierven. Hij ontdekte, in zijn eigen woorden, een redenaar en een politicus te zijn.
Hierna is het boek grotendeels gevuld met moeilijk leesbare beschrijvingen van een na te streven partij-organisatie.

## Verspreiding
Tot de verkiezingen in 1930 werden er in Duitsland 23.000 exemplaren van het eerste deel van Mein Kampf verkocht en 13.000 van het tweede. Het boek werd uitgegeven door uitgever Eher (Eher-Verlag), eigendom van de NSDAP. Eén exemplaar kostte RM 12, waarvan Hitler 10 procent ontving.
De inkomsten uit de auteursrechten op zijn boek vormden de hoofdmoot van Hitlers inkomen. Hij kon er al in 1924, vanuit de gevangenis, een RM 20.000 kostende Mercedes 11/40 van kopen. Op jaarbasis was Hitler nu verzekerd van een inkomen van rond de RM 15.000 (gerekend naar huidige maatstaven ongeveer € 60.000); bijna net zoveel als de Rijkskanselier van Duitsland verdiende. Vanaf 1930 sprong de verkoop omhoog ten gevolge van het verkiezingssucces van de nazi's. In 1930 verdrievoudigde Hitlers inkomen naar RM 48.472. In 1932 was dat al RM 64.639. In 1933 had Hitler een belastingschuld van RM 405.500 uit de royalty's op de verkoop van 240.000 exemplaren van Mein Kampf. Zijn totaalinkomen bedroeg dat jaar 1,2 miljoen RM.  In 1939 waren al 5,45 miljoen exemplaren uitgegeven en in 1943 10 miljoen. Deze hoge oplage werd onder meer bereikt doordat bij elk huwelijk een exemplaar aan de echtelieden cadeau werd gedaan. Gemeenten waren verplicht het boek aan te schaffen.
Van het boek bestaan vijftien luxe-uitgaven. Hitler gaf deze cadeau aan onder andere Arthur Seyss-Inquart.

## Na de oorlog
In maart 2012 werd Mein Kampf uitgegeven in Albanië. Volgens de uitgever wordt het boek gepubliceerd als een waarschuwing aan toekomstige generaties. Het Ministerie van Cultuur noemde de uitgave onwettig omdat ze aanzet tot haat en omdat de uitgave een schending is van het auteursrecht.
De rechtbank in München verbood op 8 maart 2012 het Duitse tijdschrift Zeitungszeugen dat kranten uit de nazitijd afdrukt met commentaar van deskundigen, om in een bijlage uittreksels uit Mein Kampf te publiceren. Die waren afkomstig van de Britse uitgever Peter McGee. Volgens de rechtbank schenden de uittreksels het auteursrecht van de Duitse deelstaat Beieren. De uittreksels betroffen drie delen van zestien pagina's, vergezeld van een kritisch commentaar. In januari 2012 hield de rechtbank de publicatie ook al tegen.
Mein Kampf is populair in de Arabische wereld en andere islamitische landen als Turkije, Bangladesh en Afghanistan. Ook in India wordt het boek in zeer grote aantallen verkocht. In 2005 werd het boek na een herdruk een bestseller in Turkije. Alleen al in de eerste drie maanden van dat jaar werden 50.000 exemplaren verkocht. Volgens een woordvoerder van een Turkse uitgeverij heeft de populariteit van het boek te maken met een opkomend nationalisme en antisemitisme in het land. Hieraan zouden onder andere haat jegens de Verenigde Staten om de bezetting van Irak en het huidige beleid van Israël ten grondslag liggen. Al in 1957 was er de nodige ophef over het feit dat Egyptische officieren in het bezit bleken van een exemplaar van Mein Kampf.
In 2016 verscheen een uitgave met veel kritische kanttekeningen.

## Auteursrechten
Hitler en de uitgeverij van Mein Kampf hebben veel geld verdiend aan het in een miljoenenoplage verkochte boek. Hitler bezat de auteursrechten en de Duitse staat schreef voor dat ieder paar dat huwde een exemplaar van Mein Kampf als geschenk kreeg.
Na de oorlog legde de Vrijstaat Beieren, waar Hitler zijn laatste officiële verblijfplaats had, op grond van de op 5 maart 1946 in werking getreden Befreiungsgesetz beslag op zijn vermogen, waaronder het auteursrecht op Mein Kampf. De Beierse regering, om precies te zijn het ministerie van financiën, verzette zich tegen de verspreiding van illegale drukken (ook in andere landen, maar met minder succes). Het boek zelf was dus niet verboden en oude exemplaren konden tweedehands worden verhandeld. Het is in bezit van veel bibliotheken; al wordt de toegang meestal beperkt.
In 2016, zeventig jaar na de dood van de auteur, is de originele Duitse versie van Mein Kampf auteursrechtenvrij geworden. De Beierse regering besloot daarom in april 2012 om voor die tijd een wetenschappelijk-kritische uitgave te laten uitbrengen om rechtsradicalen voor te zijn. Immers bestaat er al lang een documentatie van Hitlers redevoeringen en artikelen (Hitler. Reden, Schriften, Anordnungen). Er zullen een schooluitgave (selectie met wetenschappelijke commentaren) en een populaire uitgave (eveneens voorzien van kanttekeningen) verschijnen.
In de Verenigde Staten en het Verenigd Koninkrijk zijn geen beperkingen op de verkoop en handel van dit boek, omdat de auteursrechten voor 1939 aan uitgevers in die landen verkocht werden (in het geval van de Verenigde Staten aan uitgeverij Houghton Mifflin, in het geval van het Verenigd Koninkrijk aan uitgeverij Random House) en dus niet in het bezit van de Duitse deelstaat Beieren zijn. In 1999 meldde het Simon Wiesenthal Centrum dat belangrijke internet-boekhandelaren, zoals Amazon.com en Barnes & Noble, Mein Kampf verkopen aan klanten in Duitsland. Na een openbaar protest gingen beide bedrijven akkoord om die verkoop te stoppen.

## Mein Kampfin Nederland
Op 6 december 1939 verscheen Mijn kamp, de Nederlandse vertaling van de NSB'er Steven Barends, bij uitgeverij De Amsterdamsche Keurkamer. In zes drukken werd de totale oplage circa 150 000 stuks. Als Nederlandse titel overwoog uitgever George Kettmann eerst nog Mijn strijd, wat een duidelijker vertaling is. Toch koos hij destijds voor het woord kamp, omdat de klank ervan al bij voorbaat elke twijfel uitsloot of men wel met hét boek van de Duitse Führer te maken had, aldus Kettmann.
In Duitsland en Nederland is het bezitten en het uitlenen (door bibliotheken) van het boek niet verboden. Dit geldt ook voor de Nederlandse vertaling Mijn kamp uit 1939, maar de Nederlandse Staat meent er het auteursrecht op te hebben en heeft in 1974 op grond daarvan de handel in een herdruk van het boek verboden.
In november 1997 stelde D66 Kamervragen over (on)mogelijkheden van een herdruk; Willem Huberts stelde in een analyse op de opiniepagina in NRC Handelsblad dat niet de Nederlandse Staat het auteursrecht bezit, maar de erfgenamen van het echtpaar Kettmann, dat de uitgeverij De Amsterdamsche Keurkamer bezat, waaraan vertaler Steven Barends op 16 november 1943 zijn auteursrechten afstond. De door Huberts verdedigde stelling is echter tegengesproken door prof. mr. H. Cohen Jehoram (hoogleraar Recht van de intellectuele eigendom, media- en informatierecht aan de Faculteit der Rechtsgeleerdheid van de Universiteit van Amsterdam) en mr. A.IJ.A. Looijen (jurist te 's-Gravenhage). De Nederlandse regering deelde in 1997, in antwoord op de gestelde Kamervragen, mee dat het ten verkoop aanbieden van Mein Kampf verboden is en dat slechts een wetenschappelijk verantwoorde heruitgave niet strafbaar zou kunnen zijn. De minister van Justitie beriep zich daarbij op een oordeel van de Hoge Raad van 12 mei 1987. In deze benadering is het niet relevant waar de auteursrechten berusten, maar wordt de strafbaarheid van de handeling getoetst.
In september 2007 liet de Nederlandse minister van onderwijs, cultuur en wetenschappen, Ronald Plasterk, weten dat wat hem betreft Hitlers boek vrij verkrijgbaar zou moeten zijn. Een Kamermeerderheid (83 van de 150 zetels) bleek het niet met hem eens te zijn.

## Enkele citaten
Deze citaten komen uit de eerder genoemde vertaling van Barends (met verwijzing naar het boekdeel en het hoofdstuk).
Nationalisme: ein Volk
I-11. Dit grote ideaal is: een Germaanse Duitse Staat.
Socialisme
I-8. De strijd tegen het internationale grootkapitaal is het allerbelangrijkste programpunt geworden in de strijd die het Duitse volk voert voor zijn economische onafhankelijkheid.
II-2. Dit principe zal eens tot uitdrukking komen in een verstandige beperking van het verschil in salariëring.
Corporatisme
II-12. De vakbonden zijn vooral noodzakelijk als bouwstenen voor het toekomstige economische parlement of eventueel van de corporaties.
Centralisme: ein Reich
II-10. De nationaalsocialistische leer is niet de dienares van de particuliere belangen der verschillende bondsstaten.
Absolutisme: ein Führer
I-12. Raden en besturen hebben alleen te werken, niet te stemmen of te kiezen. Alleen de algemene leider der partij wordt gekozen.
II-4. De volkse staat kent alleen raadgevende lichamen, welke de gekozen leider terzijde staan,… het beginsel dat de absolute verantwoordelijkheid en het absolute gezag onvoorwaardelijk samengaan.
Vitalisme
I-12. Alleen de held is daartoe uitverkozen.
Sociaal darwinisme
I-11. De strijd om het dagelijks brood vernietigt alles wat zwak en ziekelijk en minder vastberaden is, terwijl de strijd van de mannetjes om het wijfje alleen aan het allergezondste exemplaar het recht op voortplanting, of althans op voortplantingsmogelijkheden, geeft.
Religieus radicalisme
I-2. Daarom is het mijn overtuiging, dat ik werk in de geest van de almachtige Schepper: Want door mij te verweren tegen de Jood strijd ik voor het werk van de Heer.
Antiparlementarisme
I-3. Doordat het parlementaire meerderheidsprincipe de autoriteit van de persoon verwerpt, zondigt het tegen het aristocratische grondbeginsel der natuur.
Racisme en antisemitisme
I-2. Ik was van half-overtuigd wereldburger tot fanatiek antisemiet geworden.
Militarisme
I-5. Ik schaam mij ook heden niet om te zeggen dat ik ten prooi aan een overweldigende geestdrift op mijn knieën ben gevallen. (bij het uitbreken van de Wereldoorlog in 1914)
Antimarxisme
I-2. En duidelijk zag ik de onvermijdelijke gevolgen voor mij, waartoe deze leer der onverdraagzaamheid moest leiden.
Duits revanchisme
II-14. Wanneer wij Engeland niet als bondgenoot mogen aanvaarden, omdat het onze koloniën roofde, Italië niet, omdat het Zuid-Tirol bezit, en Polen en Tsjecho-Slowakije uit den aard der zaak al evenmin, dan blijft er, wanneer wij Frankrijk buiten beschouwing laten —dat ons, tussen haakjes, ook nog Elzas-Lotharingen ontstal— geen enkel land in Europa over.
Met al deze ismen vertolkte Hitler een deel van de toenmalige tijdgeest. Opvallend is wel het onwaarschijnlijke extremisme en fanatisme dat hij tentoon spreidt:
I-2. Indien tegenover de sociaaldemocratie een leer gesteld wordt van een even grote onverzoenlijkheid, dan zal de laatste overwinnen. De terreur (van de sociaaldemocratie) zal altijd met succes bekroond worden, wanneer ze niet een even grote terreur tegenover zich vindt.
I-3. Als de strijd slechts tegen één vijand wordt gevoerd, versterkt dit het geloof aan het eigen recht en verhoogt de verbittering tegen degene, die dat recht aantast.
I-12. Dat betekent dus, dat men een volk niet nationaal kan maken in de zin zoals onze huidige bourgeoisie nationaal verstaat, maar wel nationalistisch, met de gehele woeste oerkracht, welke aan het extremisme eigen is.
I-4. Wenste men in Europa uitbreiding van grondgebied, dan kon dit in 't algemeen alleen ten koste van Rusland plaats hebben.
II-12. Dat betekent dat de beweging anti-parlementair is, en dat haar deelnamen aan een parlement geen ander doel mag hebben, dan om deze inrichting op te ruimen.
II-14. Daarentegen moeten wij, nationaalsocialisten, onverbiddelijk vasthouden aan ons doel op het gebied der buitenlandse politiek, n.l. om ervoor te zorgen dat het Duitse volk op aarde de hoeveelheid grondgebied krijgt, waarop het recht heeft.
II-9. Overigens ben ik van mening, … dat er eens een Duitse Rijksrechtbank bijeen moet komen, en vele tienduizenden van de lieden, die het verraad in november 1918 en alles wat daarbij hoort hebben georganiseerd, … te vonnissen en terecht te stellen.
De racistische uitspraken zijn te talrijk om te citeren. Men kan dus eigenlijk niet zeggen dat men niet geweten heeft wat Hitlers ware bedoelingen waren nadat men Mein Kampf gelezen had. Achteraf gezien volgde Hitler nauwkeurig zijn vooraf geplande routekaart zoals dat in dit niets verhullende boek beschreven staat. In elk geval werd het boek voor Hitlers benoeming tot Rijkskanselier weinig gelezen en daarna was het te laat. Volgens veel deskundigen waren veel Duitsers het in hun hart eens met Hitlers denkbeelden of namen ze deze niet serieus met de gedachte dat de soep niet zo heet zou worden gegeten als ze werd opgediend. Dit is volgens sommige historici wellicht een verklaring voor de snelle opmars van de NSDAP in het Duitse parlement. Hitler bleek achteraf wel degelijk serieus te zijn in de doorvoering van zijn denkbeelden.